# Fiora
Der Fiora ist ein 80 km langer Fluss in Italien, der die Provinzen Grosseto (Toskana) und Viterbo (Latium) von Nord nach Süd durchquert und bei Montalto Marina (Ortsteil von Montalto di Castro) in das Tyrrhenische Meer mündet. Er durchfließt die Region Toskana auf 51,2 % seines Laufes und die Region Latium auf 48,8 %.

## Verlauf
Namengebend für den Fluss ist die hl. Flora di Cordova aus Córdoba († 24. November 851 ebd.). Der früher von den Etruskern und Römern Armenta, Armine oder Armino (bis ins 13. Jahrhundert) genannte Fluss entspringt am südwestlichen Hang des Monte Amiata im Gemeindegebiet von Santa Fiora. Hier durchfließt er das Ortsdrittel Montecatino, wo er die Fischzuchtanlage Peschiera und die Kirche Chiesa della Madonna della Neve passiert und weiter nach Süden am Ortsteil Selva vorbeifließt. Danach bildet er die Gemeindegrenze zwischen Semproniano und Castell’Azzara und tritt in das Gemeindegebiet von Sorano ein, wo er den Ortsteil Sovana linksseitig berührt. Auf der gegenüberliegenden Seite berührt er den Ortsteil San Martino sul Fiora der Gemeinde Manciano. Kurz dahinter und südlich von Sovana schließt sich der 20 km lange Fluss Lente von links kommend der Fiora an. Ebenfalls in Manciano durchfließt er das Naturschutzgebiet Riserva naturale Montauto. Als letzte Gemeinde der Toskana dient ihm Pitigliano, wo er westlich des Ortsteils Pian di Morrano zur Grenze zwischen der Region Toskana und Latium sowie den Provinzen Grosseto und Viterbo (Gemeinde Farnese) wird. Hier fließt bei Ponte San Pietro von links der 36 km lange Fluss Olpeta ein. Die Grenzfunktion erfüllt der Fiora bis Vulci (heute Ortsteil von Montalto di Castro), wo er endgültig in die Region Latium übertritt und dort die Ponte dell’Abbadia passiert. Nach kurzem Aufenthalt in der Gemeinde Canino kehrt er nach Montalto di Castro zurück und tangiert zunächst Casa Campomorto und dann den Ortskern von Montalto di Castro. Nach ca. 5 km endet der Fluss bei Montalto Marina im Tyrrhenischen Meer.

## Valle del Fiora
Zum Fioratal (ital. Valle del Fiora, manchmal auch Val di Fiora oder Valle della Fiora genannt) gehören auch Orte, die nicht direkt am Fluss liegen, wie Pitigliano, Saturnia und Sorano. Erstmals besiedelt wurde das Tal durch den Homo erectus.

## Naturpark Riserva Naturale Montauto
Das Naturschutzgebiet Riserva Naturale Regionale di Montauto liegt im Gemeindegebiet von Manciano. Es entstand 1996 und hat eine Fläche von 199 Hektar. Es liegt am südlichen Ende von Manciano und grenzt an das Latium.

## Bilder

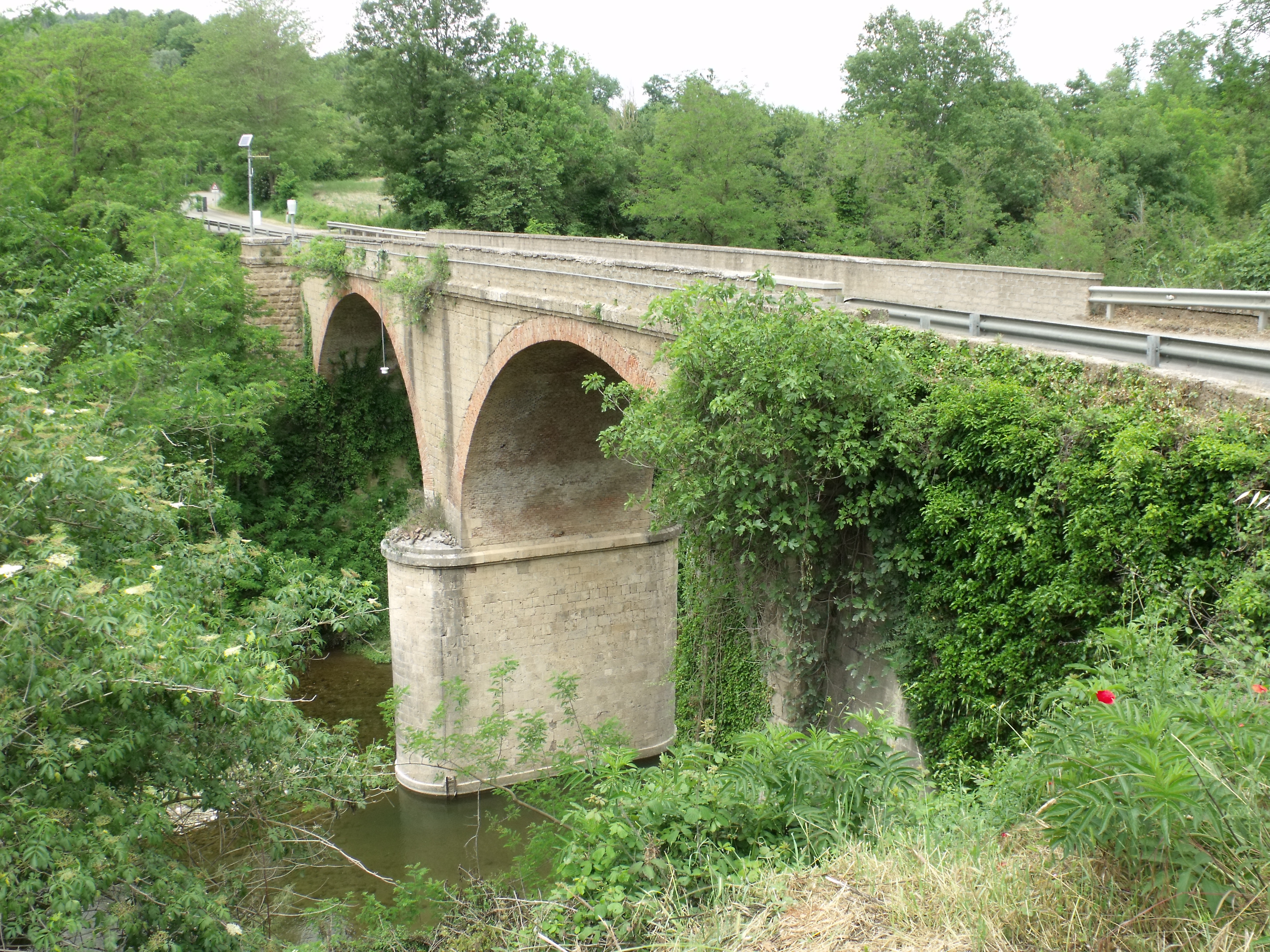
Fiora-Brücke bei Pitigliano
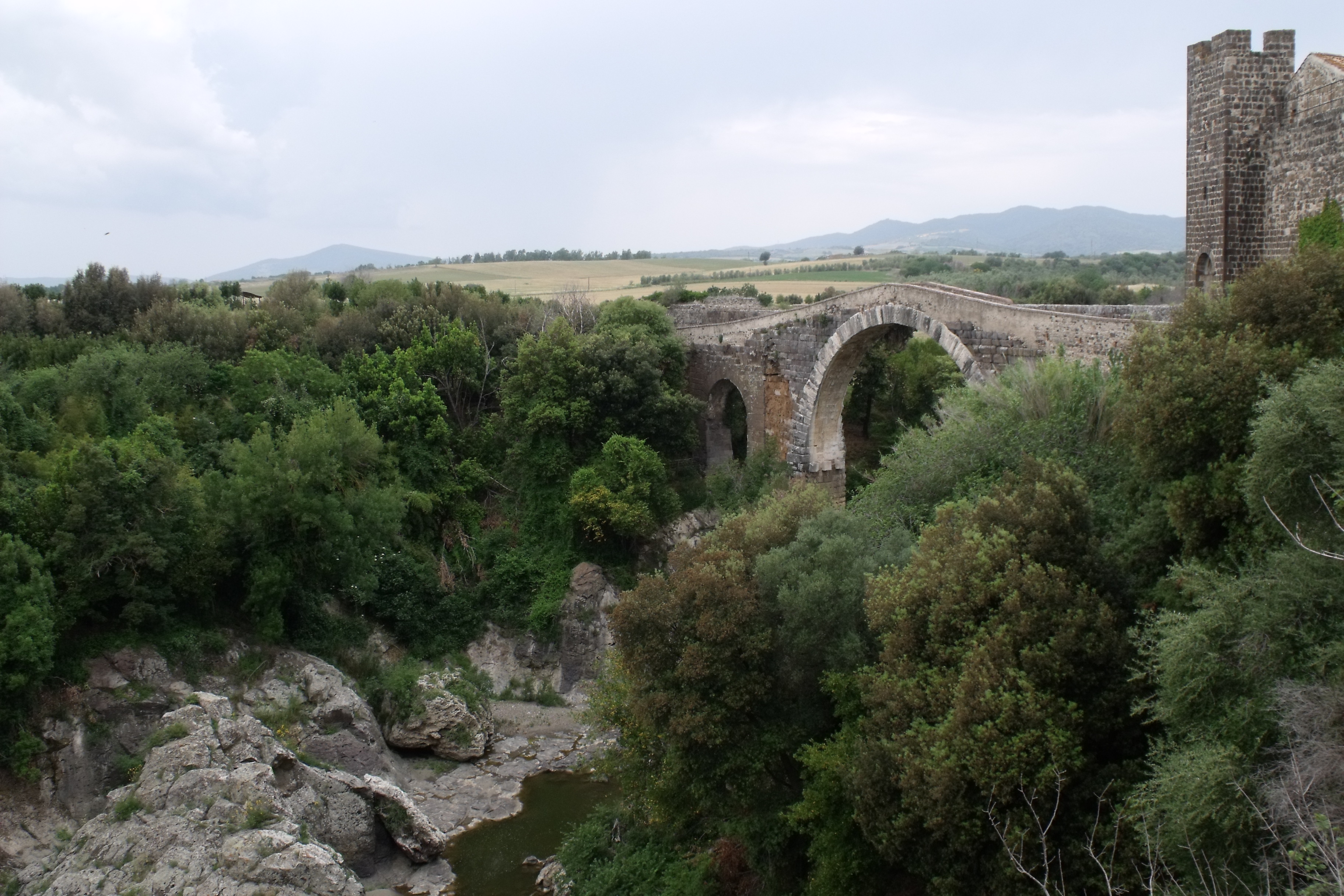
Der Fiora bei Vulci mit der Ponte dell’Abbadia und dem Castello
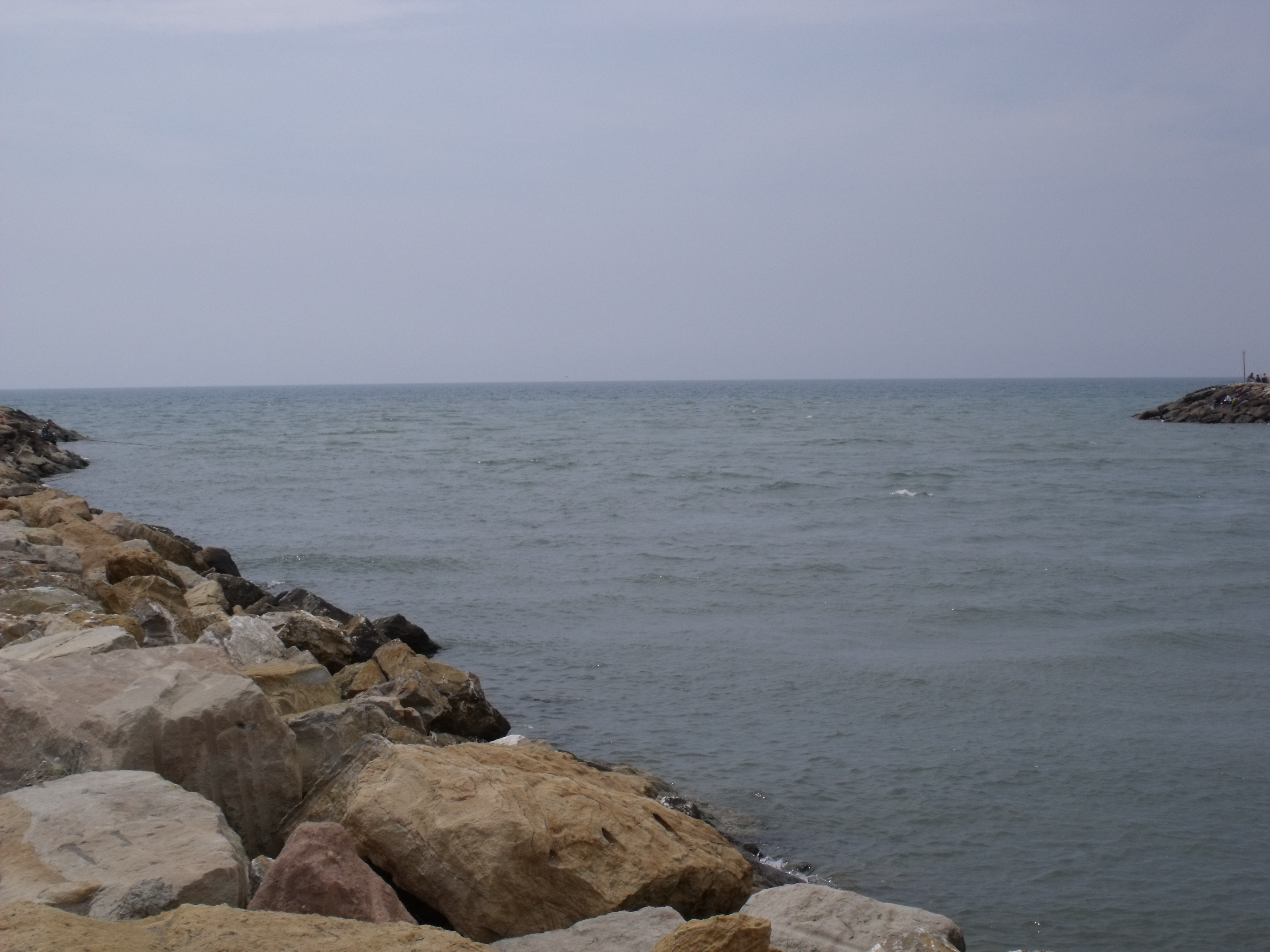
Flussmündung des Fiora ins Tyrrhenische Meer bei Montalto Marina